# Arrowinus peckorum

Arrowinus peckorum  (лат.) — вид нелетающих жуков-стафилинид рода Arrowinus из подсемейства Staphylininae (Staphylinidae). Южная Африка.

## Распространение
Афротропика. Эндемики Южной Африки (Восточно-Капская провинция, Западно-Капская провинция). Обитают в подстилочном слое прибрежных лесов.

## Описание
Среднего размера коротконадкрылые жуки-стафилиниды, один из мелких представителей своего рода, длина от 11 до 18 мм. Длина головы (HL): 1,3–2,0 мм; ширина головы (HW): 1,4–2,1; длина пронотума (PL): 2,4–3,4; ширина пронотума (PW): 2,3–3,2 мм. V-й абдоминальный тергит с двумя базальными хорошо развитыми килями; голова имеет наибольшую ширину позади глаз. Основная окраска тела от чёрной до коричневой, брюшко с металлическим блеском (ноги и усики светлее). Нелетающие, крылья редуцированные до мелких остатков. Голова без отчётливой шейной перетяжки. Фронтоклипеальный шов и инфраорбитальный киль хорошо развиты. Первый сегмент усиков вдвое длиннее чем второй и третий вместе взятые; третий членик длиннее второго, а четвёртый короче, чем третий. Пронотум шире головы. Диск пронотума гладкий. Передний край простернума прямой. Формула лапок 5—5—5. Ноги и коготки лапок сравнительно длинные. Все голени покрыты шиповидными щетинками. Брюшко дорзовентрально сплющенное, почти параллельностороннее. Прототергальные железы на 1-м абдоминальном сегменте. Одна пара паратергитов на VII-м абдоминальном сегменте (на III–VI-м сегментах по две пары). IX-й стернит и эдеагус самцов симметричные.

## Систематика
Вид был впервые описан в ходе ревизии рода, проведённой в 2005 году американскими колеоптерологами Алексеем Солодовниковым и Альфредом Ньютоном (Alfred F. Newton; Department of Zoology, Field Museum of Natural History, Чикаго, Иллинойс, США). Вместе с видами Arrowinus minutus Solodovnikov and Newton, 2005, Arrowinus phaenomenalis Bernhauer, 1935 и Arrowinus relictus Solodovnikov and Newton, 2005 образует род Arrowinus, который ранее включали в подтрибу Quediina трибы Staphylinini, но позже было доказано, что он образует отдельный и самостоятельный таксон, сестринский ко всем членам трибы Staphylinini, для чего была установлена новая триба Arrowinini. Это один из примитивных и филогенетически изолированных членов подсемейства Staphylininae.
Arrowinus peckorum назван в честь канадских энтомологов профессоров Ярмилы Кукаловой-Пек (Jarmila Kukalova´-Peck; Dept. of Earth Sciences, Carleton University, Оттава, Канада) и Стюарта Пека (Stewart Peck), участвовавших в обнаружении типовой серии. От близких видов отличается числом килей на четвёртом и пятом абдоминальном тергитах, формой головы и пронотума.